# Montesa Cota 330
La Montesa Cota 330 fou un model de motocicleta de trial de la gamma Cota de Montesa que es fabricà durant el 1985. Creada com a successora de la Cota 350, tenia una cilindrada de 327,8 cc i fou la darrera Cota del tipus "clàssic": motor refrigerat per aire (del qual se n'havia suprimit l'arrissat de les aletes), frens de tambor i doble amortidor posterior. Fou també la darrera moto de la Montesa històrica, ja que el 1986 l'empresa desaparegué definitivament en ser absorbida per Montesa Honda.
Tot i que es presentà el 1984, la moto no arribà al mercat fins a 1985, el mateix any en què es presentà al Saló de Milà la més evolucionada Cota 304, aquesta ja amb importants innovacions tecnològiques (frens de disc i monoamortidor posterior) en un intent de Montesa de no quedar superada per la iniciativa dels fabricants italians (Aprilia i Beta). Tot això va fer que la Cota 330 durés només un any i fos substituïda per la nova Cota 335 (versió superior de la 304) a partir de 1986. Durant la seva curta vida comercial, el principal pilot oficial de Montesa al mundial de trial fou l'italià Diego Bosis, qui aconseguí finalment la vuitena posició al campionat.

## Característiques
La Cota 330 seguia oferint les mateixes característiques tècniques que les seves antecessores: conjunt dipòsit-selló d'una sola peça abatible, motor de dos temps monocilíndric refrigerat per aire amb canvi de 6 velocitats, bastidor de doble bressol, frens de tambor i amortidors de forquilla convencional davant i telescòpics darrere. Pel que fa a l'estètica, se'n diferenciava a primer cop d'ull pels parafangs, forquilla, amortidors i nou xassís vermells. A més, incorporava novetats com ara el tub d'escapament, de bufanda amb càmera d'expansió central, el basculant de duralumini, els amortidors del darrere de marca Telesco i el dipòsit de disseny innovador, molt estret a la part central.
Fitxa tècnica
| Cota 330           | Cota 330              | Cota 330 |
| ------------------ | --------------------- | -------- |
| Id. Model          | 61M                   |          |
| Núm. Sèrie         | 61M0001-              |          |
| Anys               | 1985                  |          |
| CC                 | 327,8                 |          |
| Diàmetre x Carrera | 83,4 x 60 mm          |          |
| Compressió         | 9,4:1                 |          |
| CV                 | 16 a 5.500 rpm        |          |
| Carburador         | Amal 2627-27 27 mm    |          |
| Canvi              | 6 velocitats          |          |
| Suspensió davant   | Forquilla telescòpica |          |
| Suspensió darrera  | Amortidors hidràulics |          |
| Pneumàtic davant   | 2,75 x 21             |          |
| Pneumàtic darrera  | 4,00 x 18             |          |
| Frens davant       | Tambor 125 mm         |          |
| Frens darrera      | Tambor 110 mm         |          |
| Pes en sec         | 91,5 Kg               |          |
| Capacitat dipòsit  | 5,5 litres            |          |
| Pintura dipòsit    | Vermell               |          |